# Alfonso Portugal
Alfonso Portugal Díaz (* 21. Januar 1934 in Mexiko-Stadt; † 12. Juni 2016 in Atlixco) war ein mexikanischer Fußballspieler, der in der Abwehr und im defensiven Mittelfeld agierte.

## Verein
Alfonso Portugal begann seine Profikarriere beim Club Necaxa, für den er bereits in der Saison 1955/56 spielte. Nach der Saison 1957/58 verließ er Necaxa und wechselte angeblich zum Zweitligisten CD Poza Rica, bevor er mit Beginn der Saison 1959/60 beim Club América unter Vertrag stand, mit dem er in der Saison 1965/66 die mexikanische Fußballmeisterschaft gewann. Danach spielte er noch für die UNAM Pumas, bei denen er zumindest in der Saison 1966/67 unter Vertrag stand.

### Nationalmannschaft
Sein Debüt in der mexikanischen Nationalmannschaft gab Portugal am 4. März 1956 in einem Spiel gegen Peru, das mit 0:2 verloren wurde.

## Erfolge
- Mexikanischer Meister: 1965/66